# Xylophanes zurcheri
Xylophanes zurcheri is een vlinder uit de familie van de pijlstaarten (Sphingidae). De wetenschappelijke naam van de soort werd in 1894 gepubliceerd door Herbert Druce.

## Verspreiding
De soort is bekend uit Mexico, Costa Rica, Guatemala en Belize. 